# Dogok-myeon
Dogok-myeon (koreanska: 도곡면) är en socken i kommunen Hwasun-gun i provinsen Södra Jeolla i den södra delen av Sydkorea, 280 km söder om huvudstaden Seoul.